# Andrés Soriano
Andrés Soriano Más (Madrid, 7 settembre 1955) è un ex cestista spagnolo.

## Carriera
Con la Spagna disputò i Giochi del Mediterraneo del 1975.